# Drillionaire
Drillionaire, noto in 
precedenza come Drillegittimo, pseudonimo di Diego Vincenzo Vettraino (Vizzolo Predabissi, 26 agosto 1993), è un produttore discografico, disc jockey ed ex calciatore italiano.

## Carriera calcistica
Inizialmente si dedica al calcio agonistico nel ruolo di centrocampista; cresciuto nelle giovanili della Pergolettese, passa poi  al Siena dove viene aggregato alla rosa della formazione Primavera. Dal Siena passa alla Salernitana con cui esordisce in Lega Pro, totalizzando undici presenze e una rete, e poi al Trapani con il quale in sei mesi disputa due presenze in Serie B. Visto il poco spazio ottenuto, il Trapani lo manda in prestito all'Aquila militante in Lega Pro per un periodo di sei mesi.
Continua poi la carriera fra Lega Pro e Serie D con Gubbio, Monza e Pro Patria ma rimane svincolato a causa di un brutto infortunio al ginocchio. Dopo un'ultima stagione in Serie D con l'Arconatese, si ritira dal calcio a soli 24 anni per dedicarsi al mondo della musica.

## Carriera musicale

### Prime produzioni (2016-2023)
Inizia la propria carriera musicale nel 2016, produce i brani N70 e Cerotti per il rapper italiano Lazza.
Tra il 2018 e il 2019 entra a far parte del roster di produttori di Visory Records, pubblicando una serie di singoli con il rapper Slava. Successivamente, dopo aver firmato un contratto con l'etichetta Billion Headz Music Group, è fra i produttori di Dove gli occhi non arrivano del rapper Rkomi.
Nel 2020 è presente nelle vesti di produttore negli album Elo di DrefGold, J di Lazza e Famoso di Sfera Ebbasta. Collabora inoltre con la FSK, producendo le tracce Husky e Top Gun dell'album Padre figlio e spirito.
Ha partecipato all'album Untouchable di Tony Effe uscito nel mese di giugno 2021, producendo la maggioranza delle tracce.
Nel 2022 ha diretto e prodotto alcune tracce dell'album Succo di zenzero vol. 2 di Wayne Santana e dell'album Salvatore di Paky. Nel mese seguente appare nell'album Sirio di Lazza, sia come direttore artistico e sia producendo la maggior parte delle tracce insieme a Low Kidd. Nel maggio dello stesso anno collabora con Salmo alla produzione della canzone 181, parte della colonna sonora della serie Blocco 181. Nel novembre del 2022 è presente come direttore e produttore dell'album Milano Demons di Shiva. 
In seguito, nel 2023, ha collaborato nuovamente con il rapper italiano Sfera Ebbasta e con il rapper tedesco Luciano per la produzione del singolo Orange, uscito il 7 aprile dello stesso anno. Nel mese di giugno appare come direttore artistico e produttore di Santana Season di Shiva.

### 10(2023-presente)
Il 30 giugno 2023 ha pubblicato l'album in studio di debutto, 10, anticipato una settimana prima dal singolo Bon ton con Blanco, Lazza e Sfera Ebbasta, che raggiunge subito la prima posizione della classifica italiana mantenendola per due settimane e ha ottenuto quattro dischi di platino. Il disco è stato presentato con un trailer su Instagram il 27 giugno, in cui vengono svelati tutti gli artisti featuring dell'album; il giorno dopo invece è stata rilasciata la lista tracce su La Gazzetta dello Sport. Nel mese di settembre ha vinto il premio FIMI per l'album 10 nella seconda edizione del Future Hits Live.

## Discografia

### Album in studio
- 2023 – 10

### Singoli
- 2023 – Bon ton (feat. Lazza, Blanco, Sfera Ebbasta e Michelangelo)

### Produzioni
- 2016 – Dadi – Young Border
- 2016 – Lazza – N70
- 2016 – Lazza – Cerotti
- 2017 – Niggadium – Twin Towers
- 2019 – Slava – Briciole
- 2019 – Rkomi – Dove gli occhi non arrivano
- 2020 – DrefGold – Elo
- 2020 – Lazza – J
- 2020 – Sfera Ebbasta – Famoso
- 2020 – FSK Satellite – Padre figlio e spirito
- 2021 – Tony Effe – Untouchable
- 2021 – Chiello – Oceano paradiso
- 2022 – Noyz Narcos – Virus
- 2022 – Wayne Santana –  Succo di zenzero vol. 2
- 2022 – Paky – Salvatore
- 2022 – Lazza – Sirio
- 2022 – Jake La Furia – Ferro del mestiere
- 2022 – Shiva  – Milano Demons
- 2022 – Il Pagante – Devastante
- 2023 – Rose Villain – Radio Gotham
- 2023 – Sfera Ebbasta, Luciano – Orange
- 2023 – Pyrex – Love Is War
- 2023 – Baby Gang – Innocente
- 2023 – Shiva – Santana Season
- 2023 – Emma – Souvenir
- 2023 – Sfera Ebbasta – X2VR
- 2024 – Lazza – 100 messaggi
- 2024 – Tony Effe – Icon
- 2024 – Lazza – Locura
- 2024 – Drefgold – Goblin
- 2024 – Tony Effe – Chiara
- 2025 – Sfera Ebbasta & Shiva – Santana Money Gang

## Filmografia
- Famoso, regia di Pepsy Romanoff (2020)

## Riconoscimenti
- Future Hits Live
  - 2023 – Premio FIMI per 10[7]